# Мішкинська
Мішкинська — станиця в Аксайському районі Ростовської області; адміністративний центр Мішкинського сільського поселення.
Населення — 3004 осіб (2010 рік).

## Географія
Мішкинська станиця положена на правому березі річки Аксай; у 20 км на північний схід від міста Аксай.

### Вулиці
| - вул. 8 Березня, - вул. Виноградна, - вул. Декабристів, - вул. Дружби, - ул. Железнодорожная, - вул. Зарічна, - вул. Колгоспна, - вул. Комсомольська, - вул. Крутий Спуск, - вул. Малинова, - вул. Матросова, | - вул. Світу, - ул. Парижской Коммуны, - вул. Перемоги, - вул. Просвіти, - вул. Робоча, - вул. Садова, - вул. Свободи, - вул. Північна, - вул. Сонячна, - вул. Терешкової, - вул. Шкільна, | - пров. Західний, - пров. Російський - вул. Атаманская |

## Археологія
В районі Мішкинської станиці виявлено декілька археологічних пам'яток:
- в 1 кілометрі західніше станиці розташовано курганний могильник «Великий Мішкин», датований III тисячоріччям до Р. Х.[2];
- в 1 км на південний схід розташовано курганний могильник «Великий Мішкин-2»[3];
- на надзаплавній терасі правого берега річки Аксай розташовано могильник «Аглицький-1», датований приблизно часом могильника «Великий Мішкин»[4].

## Історія
Назва хутору Мішкин походить від імені отамана Михайла Черкашеніна, який у другій половині XVI сторіччя воював з Кримським ханством, Польщею й Лівонією.
Хутір відомий з початку 19 сторіччя; «Стан отамана Мішки Черкашеніна був розташований на Черкаських горах, де тепер Мишкін хутір Новочеркаської станиці, що зберіг дотепер цю назву». "
2000 року Володимир Путін перейменував хутір Великий Мишкін на станицю Мішкинську.
В станиці є братська могила 123-ти солдат, які загинули в боях з німецькими військами на території Мишкінського сільського поселення.

## Пам'ятки
У станиці розташовано православний храм — Церква Різдва Іоанна Предтечі. У 1910 році на хуторі Мишкінськом була зведена церква з каменю. У 1930-ті роки храм віддано більшовиками сільському клубу, й згодом — зерносховищу. В 1970-ті роки будівля остаточно зруйнована, а на її місці зведено дитячий садок.
Діяльність парафії відновилася 2002 року у будинку культури. 2009 року релігійна громада перейшла у колишній магазин по вулиці Просвіти.